# Eton (Wielka Brytania)
Eton – miasteczko w Anglii, w hrabstwie  Berkshire, nad rzeką Tamizą, w regionie Londynu; ok. 4000 mieszkańców. Słynne głównie jako siedziba Eton College, jednej z najstarszych elitarnych angielskich internatowych męskich szkół średnich.